# Takitumu
Pour la circonscription électorale, voir Takitumu (circonscription).
Takitumu est l'un des trois vaka (tribu) de Rarotonga. Son territoire s'étend à l'est et au Sud de l'île, regroupant les trois actuels districts de Matavera, Ngatangiia et Titikaveka. Fondée par Tangiia Nui sans doute aux alentours de 1250, il baptisa la tribu du nom de sa pirogue qui l'avait amené de Tahiti. À la tête de la tribu, deux ariki se partagent le pouvoir, les Pa Ariki et les Kainuku Ariki dont les titulaires actuels sont Pa Tepaeru Teariki Upokotini Marie Ariki et Kainuku Kapiriterangi Ariki. Le pouvoir au sein de la tribu est généralement considéré comme moins centralisé que dans les deux autres tribus de Rarotonga, à savoir Teauotonga et Puaikura. Les mataiapo à la tête de la vingtaine de tapere de la tribu semblent en effet y jouir d'une plus grande indépendance qu'ailleurs vis-à-vis de l'ariki.

## Tapere de la tribu

### Matavera
- Matavera
- Nukumea
- Pouara
- Titama
- Vaenga

### Ngatangiia
- Areiti
- Aremango
- Aroko
- Avana
- Turangi
- Maii
- Ngati Au
- Ngati Maoate
- Ngati Vaikai
- Nukupure (Muri)
- Otake

### Titikaveka
- Akapuao
- Arakuo
- Avaavaroa
- Kauare
- Te Puna (not on map)
- Te Tupuna
- Turoa
- Te Ruatupa
- Tikioki
- Totokoitu
- Vaimaanga